# Wallsburg
Wallsburg est une municipalité américaine située dans le comté de Wasatch en Utah.
Lors du recensement de 2010, sa population est de 250 habitants. La municipalité s'étend sur 0,52 mille carré (1,35 km2).
Wallsburg devient une municipalité en 1917. Elle est nommée en l'honneur de William Madison Wall, qui a participé à la construction de la route dans le canyon de Provo.